# Wangari Maathai

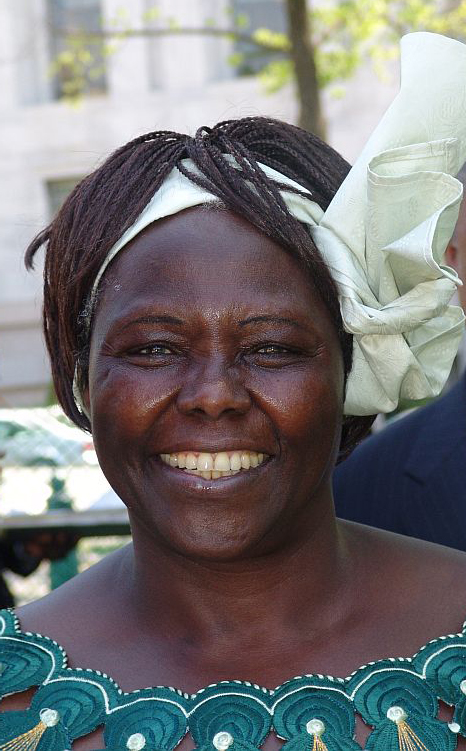
Wangari Maathai (2001)

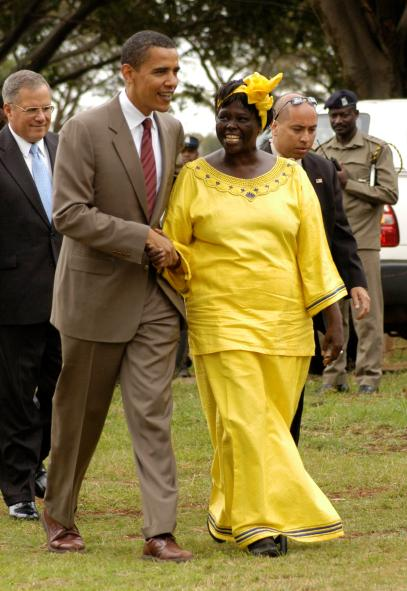
Wangari Maathai mit dem damaligen US-Senator Barack Obama in Nairobi im August 2006

Wangari Muta Maathai (* 1. April 1940 im Nyeri District, im Abschnitt Tetu im Dorf Ihithe; † 25. September 2011 in Nairobi) war eine kenianische Professorin für Veterinäranatomie, Politikerin und ab 2002 stellvertretende Ministerin für Umweltschutz.
Im Jahr 2004 erhielt die Umweltaktivistin, die in zielstrebiger Förderung von afrikanischer Frauenpolitik die beste Vorbeugung gegen Wasser- und andere Umweltschäden sah, als erste afrikanische Frau den Friedensnobelpreis.

## Leben
Wangari Maathai stammte aus einer Kikuyu Familie südlich von Nairobi, deren Vater polygam lebte. Ihr Vater hatte vier Ehefrauen und zehn Kinder. Ihre Begabung fiel einigen Missionsschwestern auf, und sie erhielt eine solide Schulbildung an einer bekannten Klosterschule in Kenia. Anschließend erhielt sie ein Stipendium für ein Studium der Biologie in den USA (Mount St. Scholastica College in Atchinson, Kansas) und studierte später an den Universitäten von Pittsburgh, Gießen und München. Im Jahr 1971 erwarb sie als erste Frau aus Kenia den Doktorgrad an der University of Nairobi. Im selben Jahr wurde sie die erste Professorin für Veterinäre Anatomie und später Dekanin ihres Fachbereichs an der Universität von Nairobi.
Im Jahr 1977 rief sie das Aufforstungsprojekt „Green Belt Movement“ (deutsch Grüngürtel-Bewegung) ins Leben. Im Laufe der Jahre wurde hieraus eine panafrikanische Bewegung, die mittlerweile in 13 Ländern aktiv ist, etwa 600 Baumschulen gründete und bis 1993 zum Schutz vor Erosion 30 Millionen Bäume neu pflanzte. Aufgrund dieser Pionierrolle erhielt sie den Beinamen Mama Miti (Kisuaheli für ‚Mutter der Bäume‘).
Maathai hatte drei Kinder: Waweru, Wanjira und Muta. 1979 ließ sich ihr Ehegatte von der Wissenschaftlerin scheiden – mit der Begründung, sie sei „zu gebildet, zu stark, zu erfolgreich, zu eigensinnig und zu schwer zu kontrollieren“.
Maathai wurde zur zentralen Identifikationsfigur der Frauenbewegung in Kenia. Sie war von 1976 bis 1987 in Kenias Nationalem Frauenrat (National Council of Women in Kenya) aktiv, den sie 1981–87 als Präsidentin leitete. Dem Vorstand gehörte sie bis zuletzt an.
In den 1990er Jahren wurde Maathai, deren Engagement für Umweltschutz und Frauenrechte sie immer wieder in Opposition zum damaligen Staatschef Daniel arap Moi brachten, mehrmals inhaftiert und misshandelt. Unter anderem Amnesty International setzte sich wiederholt für sie ein. Dazu sagte sie:

„Ich kann die vielen Male nicht mehr zählen, die Ihr mir das Leben gerettet und unsere Arbeit möglich gemacht habt.“

Nachdem Wangari Maathai im Jahr 1997 erfolglos für das Parlament und das Präsidentenamt kandidiert hatte, wurde sie im Dezember 2002 für das von mehreren Oppositionsparteien gegründete Wahlbündnis „National Rainbow Coalition (NARC)“ ins kenianische Parlament gewählt. Die NARC löste die Regierung von Daniel arap Moi ab, und der neugewählte Staatspräsident Mwai Kibaki ernannte Maathai zur stellvertretenden Ministerin für Umweltschutz. Maathai, die die „Mazingira Green Party of Kenya“ gründete, schaffte damit als erste grüne Politikerin Afrikas den Sprung in eine Regierung.
Im April 2004 erhielt sie den internationalen Petra-Kelly-Preis der Heinrich-Böll-Stiftung.
Maathai war Mitglied im Club of Rome.
Während Maathais Engagement für den Umweltschutz und die Rechte allgemein anerkannt war, sah sie sich wegen verschiedener Aussagen zu AIDS in der Kritik. Im August 2004 soll sie nach einem Bericht der kenianischen Tageszeitung Standard behauptet haben, AIDS sei ein Kontrollinstrument gegen Afrikaner, entwickelt von einem bösartigen Wissenschaftler. Im Dezember 2004 hat sie allerdings in einer Stellungnahme, die auf der Homepage des Green Belt Movement zu finden ist, klargestellt:

“It is therefore critical for me to state that I neither say nor believe that the virus was developed by white people or white powers in order to destroy the African people. Such views are wicked and destructive.”

„Deshalb ist es für mich entscheidend festzustellen, dass ich weder sage noch daran glaube, dass das Virus von Menschen mit weißer Hautfarbe oder von weißen Rassisten im Zusammenhang mit der Zerstörung der Afrikaner geschaffen wurde. Solche Ansichten sind boshaft und destruktiv.“

Wangari Maathai engagierte sich für das Thema globale Erwärmung und Klimagerechtigkeit und hielt Vorträge auf verschiedenen Konferenzen zu diesem Thema, unter anderem auf dem von Hans Joachim Schellnhuber organisierten Nobelpreisträgersymposium Global Sustainability – A Nobel Cause in Potsdam 2007, oder der UN-Klimakonferenz in Kopenhagen 2009.
Seit 2009 war Wangari Maathai Ehrenmitglied beim World Future Council.
Am 25. September 2011 starb Wangari Muta Maathai im Kreise ihrer Familie an den Folgen einer Krebserkrankung.

## 1972–1977: Aktivismus und politische Arbeit
Zu dieser Zeit arbeitete Maathai in Nairobi. 1975 wurde sie Hochschuldozentin, 1976 Vorsitzende des Institutes für veterinäre Anatomie und 1977 außerordentliche Professorin. Sie war die erste Frau in Nairobi, die diese Positionen antreten durfte. Während dieser Zeit setzte sie sich für die gleichen ökonomischen Sachbezüge für weiblichen wie für männliche Mitarbeiter an der Universität ein. Maathai ging dabei so weit, dass sie versuchte den Interessensverband der Mitarbeiter an der Universität in eine Gewerkschaft zu verwandeln, um über diese Sachbezüge zu verhandeln. Der Gerichtshof entschied sich gegen ihren Vorschlag zur Gewerkschaftsbildung, später wurden aber viele ihrer Forderungen für gleiche Sachbezüge erfüllt.
Zusätzlich zu ihrer Arbeit an der Universität von Nairobi begann Maathai sich in den frühen 1970er-Jahren in verschiedenen Zivilorganisationen zu engagieren. Sie wurde Mitglied in der kenianischen Gesellschaft des Roten Kreuzes, von der sie 1973 Direktorin wurde. Außerdem war sie in der kenianischen Gesellschaft für Akademikerinnen tätig. Nach der Etablierung des Environment Liaison Centrum im Jahr 1976, wurde Maathai gefragt, ob sie dessen Vorstandsmitglied werden möchte, was sie dann auch wurde. Nachdem die Hauptquartiere des UN Umweltprogrammes in Nairobi gemäß der UN Weltumweltkonferenz in Nairobi etabliert wurden, hatte es sich das Environment Liaison Centrum zum Ziel gesetzt, die Beteiligung von Nichtregierungsorganisationen in der Arbeit des UN Umweltprogrammes zu stärken. Maathai ist außerdem dem kenianischen Frauenrat (National Council of Women of Kenya – NCWK) beigetreten. Durch diese vielfältigen Tätigkeiten wurde Maathai bewusst, dass die Wurzeln von Kenias Problemen in der Verschlechterung der Umweltbedingungen liegen.
1974 nahm Maathais Familie ihr drittes Kind, Muta, auf. Ihr Mann bewarb sich erneut um einen Sitz im Parlament, darauf hoffend, dass er den Wahlbezirk Lang’ata vertreten kann. Er wurde ins Parlament gewählt. Während seines Wahlkampfs versprach er den Kenianern, Jobs zu schaffen, um die steigende Arbeitslosigkeit in Kenia zu bekämpfen. Maathai wurde während des Wahlkampfs ihres Mannes dazu inspiriert, ihre Idee der Wiederherstellung der natürlichen Umwelt mit den Ideen gegen Arbeitslosigkeit zu verbinden. Dies führte zur Gründung des Unternehmens Envirocare Ltd. Dabei wurden Bäume gepflanzt, um die Umwelt zu erhalten und Boden- und Wasserqualität nach den vielen Rodungen wiederherzustellen, wobei gleichzeitig Ortsansässige in den Arbeitsprozess einbezogen wurden. Dies führte zur Gründung der ersten Baumschule, was mit der ersten Gründung der staatlichen Baumschule in Karura Wald verbunden war. Das Unternehmen Envirocare hatte viele Probleme, die hauptsächlich mit der Förderung zusammenhingen, und wurde letztendlich stillgelegt. Trotzdem gelang es Maathai durch das Umweltprogramm der Vereinten Nationen, an der ersten UN-Konferenz für menschliche Siedlungen – Habitat I im Juni 1976 teilzunehmen.
1977 sprach Maathai vor dem National Council of Women in Kenya über ihre Teilnahme an der Habitat I-Konferenz. Sie schlug vor, dass weitere Bäume gepflanzt werden sollten, was vom NCWK auch unterstützt wurde und in weiterer Folge zur Gründung der Grüngürtel-Bewegung (Green Belt Movement) führte.

## 1977–1979: Persönliche Probleme
Maathai und ihr Mann, Mwangi Mathai, trennten sich 1977. Nach einer langwierigen Trennung reichte Mwangi 1979 die Scheidung ein. Mwangi soll gesagt haben, dass Maathai „zu stark für eine Frau“ gewesen sei und dass es ihm „unmöglich (war) sie zu kontrollieren“. Er beschuldigte sie des Ehebruchs mit einem anderen Parlamentsmitglied und bezeichnete sie zusätzlich als „gemein“, was seiner Meinung nach die Gründe für seinen hohen Blutdruck seien. Der Richter entschied zugunsten Maathais Ehemann. Kurz nach der Verhandlung behauptete Maathai, der Richter sei entweder korrupt oder inkompetent. Dies veranlasste den Richter dazu, Maathai für Missachtung des Gerichtshofes für schuldig zu befinden und verhängte eine Freiheitsstrafe von sechs Monaten über sie. Nach drei Tagen im Frauengefängnis Lang’ata formulierte ihr Anwalt eine Aussage, die den Richter überzeugte, sie wieder freizulassen. Kurze Zeit nach der Scheidung verlangte Mwangi, dass Maathai ihren Nachnamen, den sie bei der Heirat von ihrem Mann angenommen hatte, abzugeben. Maathai entschied sich stattdessen dazu, ihrem Namen ein weiteres „a“ hinzuzufügen (Mathai – Maathai).
Nach der Scheidung war es für Maathai aufgrund ihres niedrigen Einkommens an der Universität sehr schwer, sich selbst und ihre Kinder zu versorgen, da die Kosten der Gerichtsverhandlung sehr hoch waren und das Einkommen ihres Mannes wegfiel. Aber durch das Entwicklungsprogramm der UN ergab sich für Maathai die Möglichkeit, für die Wirtschaftskommission für Afrika zu arbeiten. Da sie durch diesen Job einerseits vor allem in Lusaka, Zambia, arbeitete, und andererseits von ihr verlangt wurde, durch ganz Afrika zu reisen, konnte sie ihre Kinder nicht mitnehmen und entschied sich dafür, ihre Kinder ihrem Exmann zu übergeben und das Jobangebot anzunehmen. Sie besuchte ihre Kinder regelmäßig, aber sie lebten bis 1985 bei ihrem Vater.

## Green Belt Movement
Das Green Belt Movement ist eine Umweltschutzorganisation, die Gemeinschaften und dabei insbesondere Frauen stärkt, die Umwelt schützen und dabei gleichzeitig Lebensbedingungen und -umstände zu verbessern. Die Organisation wurde 1977 unter der Schirmherrschaft von Kenias Nationalem Frauenrat (National Council of Women of Kenya – NCWK) von Wangari Maathai gegründet, um auf die Bedürfnisse kenianischer Bäuerinnen aufmerksam zu machen. Diese berichteten, dass einerseits ihre Flüsse austrockneten und damit ihre Ernährungssicherheit eingeschränkt sei, und sie andererseits weitere Wege zurücklegen müssten, um Feuerholz zu organisieren. Die Grüngürtel-Bewegung animierte Frauen dazu, gemeinsam Samen zu säen und Bäume zu pflanzen, um den Boden zu festigen, Regenwasser zu speichern, Nahrung und Feuerholz bereitzustellen und eine kleine monetäre Leistung für ihre Arbeit zu erhalten. Die ersten Bäume, damals nur 7, wurden am 5. Juni 1977, dem Welt-Umwelttag in Nairobi gepflanzt.
An diesem Tag marschierten die Mitglieder des kenianischen Frauenrates (NCWK) vom Internationalen Konferenzzentrum Kenyatta in Nairobi zum Kamukunji-Park am äußeren Rand der Stadt, wo sie sieben Bäume pflanzten, um bereits verstorbene Menschen, die in der Gemeinschaft sehr aktiv waren, zu ehren. Die sieben Bäume waren anfänglich unter dem Motto „Rettet das Land Harambee“ bekannt, wurden dann aber zum ersten „grünen Gürtel“, aus dem sich im weiteren Verlauf die Grüngürtel-Bewegung entwickelt hat. Maathai brachte Frauen in Kenia dazu, Baumschulen im ganzen Land anzulegen. Die Samen wurden dabei in nahegelegenen Wäldern gesammelt, um einheimische Bäume pflanzen zu können. Dabei zahlte sie sogar den Frauen einen kleinen Beitrag, wenn danach noch an anderen Stellen Bäume gepflanzt wurden.
Bis heute hat das 1977 von Maathai gegründete Green Belt Movement mehr als 45 Millionen Bäume gepflanzt und damit sehr vielen Menschen eine Einkommensquelle gesichert. Die anfängliche Idee von Umweltbildung und Naturschutz erweiterte sich um Elemente zivilen und politischen Engagements.

## Nobelpreis

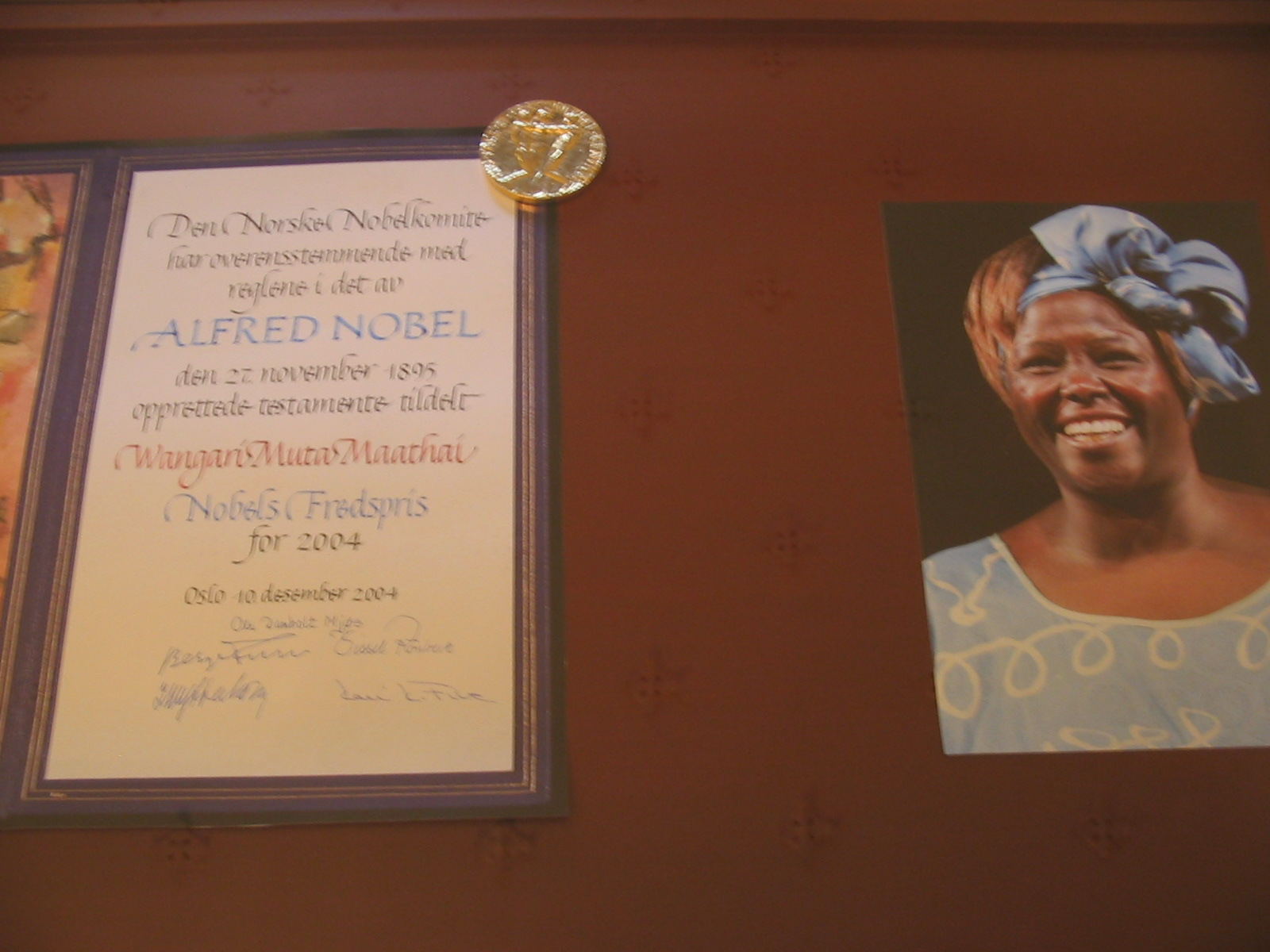
Friedensnobelpreis für Wangari Maathai

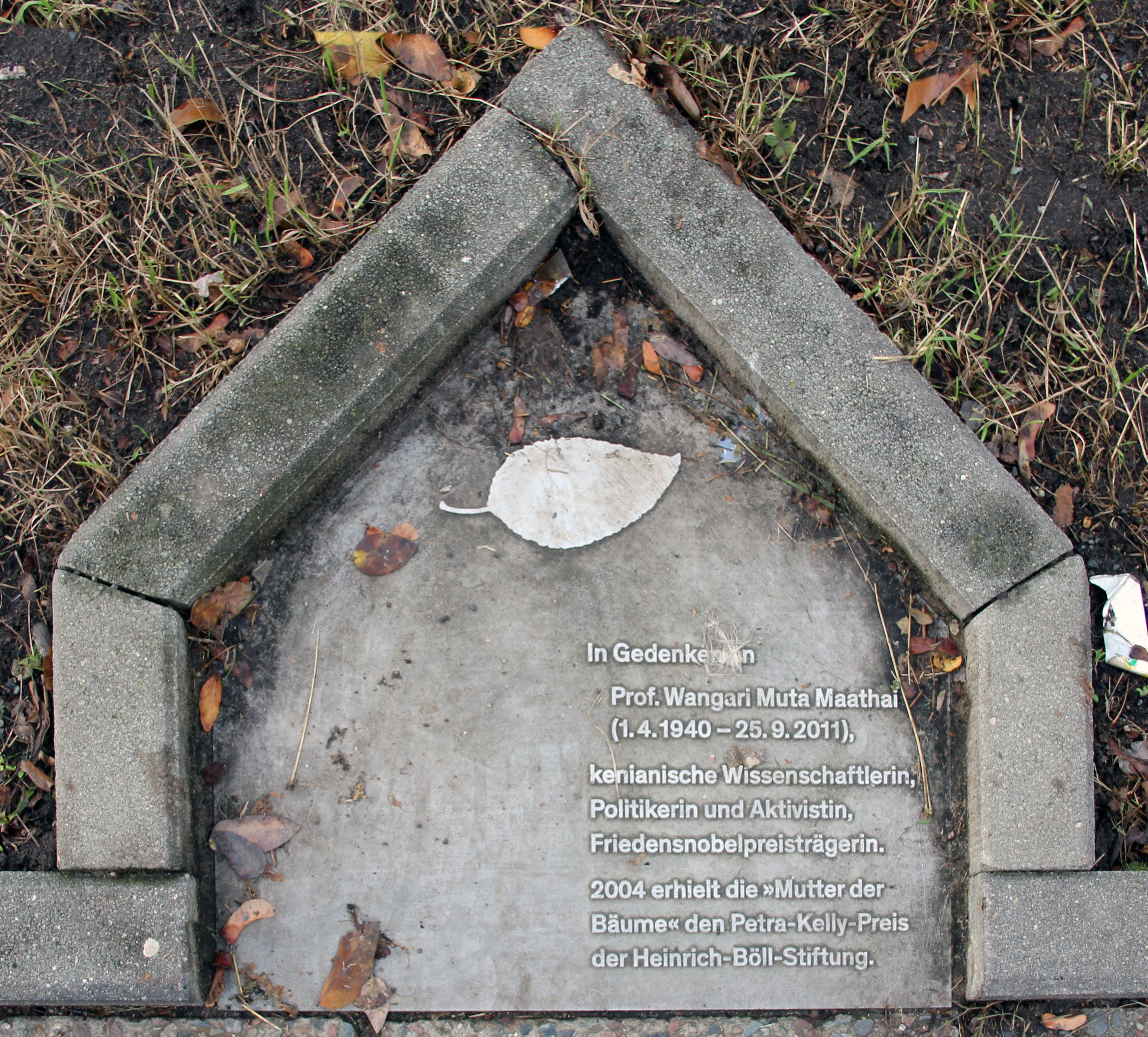
Gedenktafel, Albrechtstraße 2, in Berlin-Mitte

Bereits 1984 war sie für ihre Arbeit in der 1977 von ihr gegründeten Bewegung Green Belt Movement mit dem Right Livelihood Award (dem sogenannten Alternativen Nobelpreis) ausgezeichnet worden.
2004 erhielt sie den Friedensnobelpreis für ihren Einsatz für „nachhaltige Entwicklung, Frieden und Demokratie“, wie es in der Erklärung des Komitees in Oslo heißt, und weiter: „Sie hat einen gesamtheitlichen Zugang zur nachhaltigen Entwicklung gewählt, der Demokratie, Menschenrechte und insbesondere Frauenrechte umfasst.“ Mit dem Preis wurde sie nach der Begründung des Nobelkomitees für ihren couragierten Widerstand gegen das frühere kenianische Regime und als Gründerin des Green Belt Movement geehrt. Auch ihre Zugehörigkeit zum Abrüstungs-Beirat der Vereinten Nationen dürfte ihr zugutegekommen sein.
Damit ging der Friedensnobelpreis zum ersten Mal an eine Afrikanerin und zum zweiten Mal nach 1991/1992 in zwei aufeinanderfolgenden Jahren an eine Frau.
Für die Geschichte des Friedensnobelpreises war die besondere Würdigung des Umweltschutzes eine qualitative Neuerung, die von Umweltpolitikern aller Parteien begrüßt wurde. Bei der Verleihung des Preises am 10. Dezember 2004 betonte der Chef des Nobelkomitees, Ole Danbolt Mjøs: „Frieden auf Erden hängt von unserer Fähigkeit zur Bewahrung einer lebendigen Umwelt ab.“

## Auszeichnungen
- 1983: Woman of the Year Award
- 1984: Right Livelihood Award (sogenannter Alternativer Nobelpreis)
- 1986: Better World Society Award
- 1989: Windstar Award for the Environment
- 1989: Woman of the World Award
- 1991: Africa Prize for Leadership for the Sustainable End of Hunger
- 1991: Goldman Environmental Prize
- 1992: Ehrendoktorwürde im Fachbereich Veterinärmedizin der Justus-Liebig-Universität in Gießen (In den USA und Norwegen erhielt sie insgesamt drei Ehrendoktor-Titel)
- 1993: Edinburgh Medal
- 1994: Golden Ark Award
- 2004: Petra-Kelly-Preis
- 2004: Sophie-Preis
- 2004: Friedensnobelpreis
- 2006: Indira Gandhi Friedenspreis
- 2006: Ehrenlegion
- 2006: Ehrendoktorwürde der Waseda-Universität
- 2008: Dignitas Humana Award
- 2009: Großer Orden der Aufgehenden Sonne am Band[22]
- 2015: Benennung eines Asteroiden nach ihr: (356863) Maathai
- 2016: Benennung des Wangari-Maathai-Platzes in Wien-Donaustadt (22. Bezirk).
- Ehrenratsmitglied des World Future Councils

## Veröffentlichungen
- The Green Belt Movement: Sharing the Approach and the Experience. Lantern Books, New York 2003, ISBN 1-59056-040-X.
- Die Wunden der Schöpfung heilen. Herder, Freiburg 2012, ISBN 978-3-451-33254-8.